# Obsédé malgré lui
Pour plus de détails, voir Fiche technique et Distribution.
Obsédé malgré lui (titre original : Nonostante le apparenze... e purché la nazione non lo sappia... All'onorevole piacciono le donne) est un film franco-italien réalisé par Lucio Fulci et sorti en 1972.
Dès sa sortie dans les cinémas italiens, le film cause un grand scandale, et il est immédiatement retiré pour obscénités répétées, abondamment coupé par la censure et frappé d’une interdiction aux moins de 18 ans.

## Synopsis
À la Chambre des députés au palais Montecitorio, les élections sont en cours pour la Présidence de la République italienne. Les principaux candidats sont M. Giacinto Puppis, président du Conseil, et le sénateur Torsello.
Puppis va accueillir la Présidente de la République d’Uria qui vient en voyage officiel. Pendant la cérémonie de bienvenue, il ne peut s’empêcher de toucher ses fesses. L'action a été filmée et le document finit dans les mains du père Lucion, un proche des politiques. Le Père Lucion convoque Puppis qui ne se souvient pas de l'incident et pense à un photomontage. Mais le film montre sans ambiguïté que c'est bien lui qui a commis le geste.
Puppis est pris continuellement de pulsions sexuelles qui l’embarrassent ainsi que son entourage. Le Père Lucion lui recommande d'aller dans un couvent pour un traitement. Puppis, après avoir réfléchi, accepte l'offre et se déclare publiquement en retraite spirituelle. Une fois arrivé au couvent, ivre et déprimé, Puppis est accueilli par le père Shirer, psychiatre allemand, aidé par des sœurs. Grâce à l'hypnose, Puppis se livre au père Shirer. Avant de s'endormir Puppis aperçoit Sœur Delicata, chargée du service du soir, belle à damner tous les saints. Il ne peut résister à ses pulsions et lui touche les fesses. Mis au courant par la sœur Delicata gênée, le Père Shirer lui recommande de réfléchir comme pénitence et de résister toute la nuit, pour ne pas provoquer un réveil brutal des pulsions de Puppis.
Pendant ce temps à Rome, le téléphone de Puppis est sur écoute, les autorités pensant qu'il ya quelque chose de grave qui se cache derrière son absence. Elles interceptent un appel téléphonique entre le père Lucion et Puppis. La police est convaincue qu'il se met en place une tentative de coup d'État. L'armée et les services de renseignements sont sur les dents. De même, les institutions sont mises sous contrôle par la mafia qui s’inquiète elle aussi. Un groupe de truands décide de rencontrer le puissant cardinal archevêque Maravidi, mentor et financeur principal de campagne de Puppis pour sa candidature à la présidence de la République. Une fois mis au courant, le cardinal est en rage. Un flashback montre le passé de Puppis et ses liens avec le Vatican et la Mafia. Le Cardinal Maravidi croit beaucoup plus à l’hypothèse de la pulsion sexuelle plutôt que la tentative de coup de l'État.
Pendant ce temps, au couvent, Puppis décrit ses rêves érotiques au Père Shirer. La nuit suivante, en proie au somnambulisme, il le harcèle. On se rend compte que, pour le moment, Puppis semble libéré de ses rêves érotiques et il va mieux. Il retourne à Rome. Le Père Shirer découvre cependant que Puppis, pendant son court séjour au couvent, a abusé de vingt-et-une religieuses. Désemparé, Shirer se rend chez Puppis, mais il n’est pas là et le Père doit se cacher dans la salle de bain parce qu’arrive le cardinal Maravidi. Celui-ci finit par entrer dans la salle de bains et Shirer, bouleversé par la peur, a une crise cardiaque. Ignorant tout, Puppis va assister à la cérémonie d’investiture de la République. Le voici à nouveau saisi par ses vieux démons. Il a une relation sexuelle dans les buissons avec la femme de l'ambassadeur de France. Le chauffeur, quant à lui, découvre le corps du Père Shirer et cherche à avertir Puppis. Mais il est bloqué par des gangsters, qui l’emmènent.
De retour chez lui, Puppis reçoit la visite de Sœur Délicata, qui lui avoue qu’elle est maintenant la seule nonne de tout le couvent à être restée vierge. Elle essaie de le raisonner et d’expier ses péchés. Puppis semble se repentir au début, mais ses pulsions reviennent en force et finalement ne peut se retenir de la palper. Surgit la mafia. Puppis et la sœur parviennent à s'échapper par la fenêtre et se réfugier dans un hôtel, où ils reprennent leurs rapports sexuels. Mais ils sont capturés par les hommes du cardinal qui enlèvent la nonne. Puppis doit affronter maintenant Maravidi et doit confirmer son retour à la vie politique. Maravidi lui montre son sous sol rempli de statues de cire « canonisées » sur lesquelles il a jeté un mauvais sort : uniquement des hommes ou femmes politiques dont il manipule la carrière à distance quitte à leur réserver un sort funeste. Il reste un dernier obstacle pour Puppis avant l’investiture comme président, Torsello. Le cardinal Maravidi résout le problème provoquant une attaque cardiaque sur la statue de cire par quelque artifice maléfique. Le sénateur Torsello meurt dans l'avion et Puppis peut enfin être élu président.
Dès sa prise de fonctions comme président, Puppis se rend près de la statue de cire que tient Sœur Délicata et se recueille profondément, faisant l'admiration des personnes présentes pour sa religiosité. Puppis fait alors son premier discours officiel en tant que président de la République, tandis que dans le même temps un candidat à un jeu télévisé répond à une question et commence à rire bruyamment, oublieux de tout ce qui se passe dans le pays.

## Fiche technique
- Titre français : Obsédé malgré lui
- Titre italien : Nonostante le apparenze... e purché la nazione non lo sappia... All'onorevole piacciono le donne
- Réalisation : Lucio Fulci
- Scénario : Lucio Fulci, Sandro Continenza, Ottavio Jemma (en) (non crédité)
- Directeur de la photographie : Sergio D’Offizi (de)
- Montage : Vincenzo Tomassi (de)
- Musique : Fred Bongusto
- Costumes : Luciana Marinucci
- Production : Edmondo Amati (en)
- Société de production : New Film Production, Productions Jacques Roitfeld
- Pays de production :  Italie -  France
- Langue originale : italien
- Genre : comédie érotique italienne
- Durée : 101 minutes version censurée ; 108 minutes version intégrale
- Dates de sortie :
  - Italie : 16 mars 1972
  - France : 21 juillet 1976
- Interdit aux moins de 12 ans

## Distribution
- Lando Buzzanca: L’Honorable Giacinto Puppis
- Lionel Stander: Cardinal Maravidi
- Laura Antonelli: Sœur Delicata
- Renzo Palmer: Père Lucion
- Corrado Gaipa: Don Gesualdo
- Agostina Belli: Sœur Brunhilde
- Anita Strindberg: La femme de l’ambassadeur de France
- Feodor Chaliapin Jr.: Sénateur Torsello
- Francis Blanche: Père Schirer
- José Quaglio: Pietro Fornari
- Arturo Dominici: Son Excellence
- Eva Czemerys: Madame del Sogno
- Armando Bandini (en): Bartolino, secrétaire de Maravigli
- Aldo Puglisi: Carmelino le chauffeur
- Claudio Nicastro (it): Baddoni, capitaine de police
- Guglielmo Spoletini (it): Antonio Gazza
- Luigi Zerbinati (it): Le Général
- Quinto Parmeggiani: Capitaine Leonardi
- Pupo De Luca (en): Police d’Intervention

## Production

### Histoire et scénario
L'idée du film est du scénariste Ottavio Jemma qui propose à Fulci une comédie politique. Celui-ci aime l'idée et tous les deux écrivent un personnage appelé, dans l'intérêt suprême de la nation, à la carrière politique d'un membre du parti majoritaire, soutenu par la mafia et le Vatican. Les références à Emilio Colombo, président du Conseil à l'époque étaient claires, même si Lucio Fulci a toujours déclaré que la similitude était un pur hasard.
L'histoire originale écrite a beaucoup de différences avec le film tourné en réalité: c'était une comédie amère qui mettait l'accent sur les aspects de la protestation sociale beaucoup plus marquée que dans le film. L'histoire concernait un certain M. Santo Schinnasi (plus tard Puppis), qui complotait pour devenir ministre de la Justice. Les rôles du cardinal et de la mafia étaient déjà présents, tandis que la partie érotique de l'histoire était très limitée. Le sujet fut présenté au producteur Edmondo Amati, qui pensait avant tout à fournir une distribution qui pourrait garantir un bon résultat commercial. Il voulait absolument Laura Antonelli, la grande star de l’époque. Fulci et Jemma durent écrire le personnage de Sœur Delicata, qui n'était pas présent dans l'histoire originale.
Selon Lucio Fulci, le journaliste Luciano Cirri aurait travaillé le script du point de vue du droit. Toutefois, Jemma a contredit cette version des faits, estimant que Fulci avait seulement demandé quelques conseils et suggestions.

### Attribution des rôles
Lando Buzzanca a été choisi, alors qu’il était à l'apogée de son succès. La relation entre le réalisateur et l'acteur fut excellente, mais difficile entre Fulci et Laura Antonelli. L’actrice ne voulait absolument pas tourner toutes les scènes de nu prévues et cela a entraîné des querelles continuelles entre eux deux pendant tout le tournage. Ces scènes (avec une sœur en habit comme protagoniste) ont finalement été tournées.
Initialement, la production a offert le rôle du cardinal à Vittorio Gassman, qui a rejeté l'offre parce qu'il considérait le film trop vulgaire. Le rôle a été ainsi confié à Lionel Stander.
Les autres rôles principaux ont été confiés à des acteurs bien connus à cette époque, y compris Renzo Palmer, qui joue celui du Père Lucion, et Anita Strindberg celui d’une Française troussée dans les buissons.

### Tournage
Le tournage a débuté le 20 septembre 1971 et a duré six semaines. Le titre officieux était « L'onorevole piace alle donne” ce qui se traduit par « Le député plait aux femmes ». Le film fut tourné à Rome, à Bagnaia, dans certaines églises profanes d’Ombrie et au Sacro Speco à Subiaco.
L'astuce du film a été trouvée selon Giannetto De Rossi, qui avait déjà travaillé avec Fulci par celui-ci qui avait demandé à son acteur Buzzanca d’imiter autant que possible le Président Emilio Colombo.

### Exploitation et censure
Lorsque MM. Lucio Fulci et Edmondo Amati sont allés à la Troisième Commission de censure pour leur faire visionner le film terminé, ils n'ont trouvé personne dans la salle de projection, mais il a été projeté au ministère de l'Intérieur, en face des plus grands pontes de la Démocratie chrétienne.
Le 28 janvier 1972, la censure rejetait le film. Le 3 février, il était saisi pour obscénité. Le producteur Amati faisait appel et écrivait une lettre dans le journal « Il Messaggero », estimant qu'on tentait de bloquer un film qui gênait les hommes politiques. Par la suite, il projetait le film en privé devant les journalistes qui ont fait valoir de partout que les véritables raisons de la saisie étaient liées à la satire politique et au commentaire social, plutôt qu’à l'obscénité.
Lucio Fulci dit : « Mon téléphone a commencé à ne plus fonctionner. Un étrange petit homme est venu le « réparer ». Chaque jour, il y avait toujours quelqu’un qui lisait le journal devant chez moi. Même une de mes filles, qui était alors toute petite, a remarqué que le journal portait toujours le même titre en Une. »
Un mouvement d'opinion s’est levé pour la défense du film et contre la censure à travers des lettres aux principaux journaux italiens, pour la liberté d'expression.
Lors de l'examen du film, Amati a proposé à la censure des coupes larges. Selon Fulci, des coupures ont été faites pour un total de 800 mètres notamment concernant la police et les relations entre la mafia et l'Église. Quelques séquences manquantes sont résumées ci-dessous :
- Le commissaire et le colonel se rendent immédiatement sur les lieux de l'arrestation du caméraman qui fait chanter Puppis, mais arrivent en retard parce que l'homme  kidnappé par la mafia a été tué ;
- L’homme est interrogé par la mafia, dans l'usine où les statues de cire sont fabriquées ;
- Le chauffeur de Puppis, qui va retrouver M. Nardone, dit que celui-ci menace de le jeter par la fenêtre, et cela révèle la relation entre le cardinal Maravidi et la mafia.

Selon Antonella, la fille de Fulci, il a fallu supprimer quelques séquences du tournage où l’on aperçoit des politiciens connus. Le tournage avait été effectué lors du défilé du 2 juin.
Après avoir effectué les coupures imposées par la censure, le film est sorti dans les cinémas italiens le 16 mars 1972 et il a généré un total de 1.379.169.256 de lires de recette. Le succès public se répandit partout, notamment au Brésil, où il est devenu l'un des plus grands succès de l'histoire. Aux États-Unis, le film est sorti en 1975 sous le titre The senator likes women (Le sénateur aime les femmes), dans une nouvelle version censurée, d’une durée totale de 96 minutes.